# Eddie Robinson Stadium
O Eddie Robinson Stadium é um estádio localizado em Grambling, Luisiana, Estados Unidos, possui capacidade total para 19.600 pessoas, é a casa do time de futebol americano universitário Grambling State Tigers football da Universidade Estadual de Grambling. O estádio foi inaugurado em 1983.